# 豊国 (米)
豊国（とよくに）は、1903年（明治36年）に山形県の桧山幸吉によって「文六」から選抜されたイネ（稲）の品種。「檜山早生」「鶴ノ首」の別名がある。

## 品種特性
無芒。熟期は、最初早生とされたが、イネ品種全体が早生化する中で、後に中生とされた。1.3m近い長稈で、分蘖も少なく耐倒伏性は弱い。耐病性もやや弱い。
品質・収量は「亀ノ尾」と同程度で米質はやや不良だが、稈の第2節間が長く強稈のため、藁稈は良質で、特に草履製造に重用された。

## 歴史
1903年（明治36年）、山形県の桧山幸吉が、「文六」の田の中から発見した変種を抜き穂して選抜した。山形県では1912年（大正元年）頃から普及し始め、1914年（大正3年）から1948年（昭和23年）まで奨励品種となっている。大正中頃になると各地に普及していき、特に東北地方、中でも山形県と秋田県では重要品種であった。1924年（大正13年）には山形県内の作付面積は13,939ha、翌1925年（大正14年）には全国の作付面積が59,913haに達している。
他県では1931年（昭和6年）頃から次第に栽培されなくなったが、山形県では草履製造の盛んな西村山郡を中心に、1939年（昭和14年）頃には約3,200ha、1945年（昭和20年）でも1,441haで栽培されていた。また、大粒でタンパク質含量が低いという特性から、1994年（平成6年）に千代寿虎屋酒造によって酒米として復活栽培された。
現在、山形県東田川郡庄内町の京島部落公民館前に「水稲品種豊国の創造者　檜山幸吉翁顕彰碑」が建っているほか、同町南野の「亀ノ尾の里資料館」には、地域の民間育種家として「亀ノ尾」の阿部亀治らとともに檜山幸吉の肖像と功績が掲げられている。

## 関連品種

### 純系選抜種
- 「豊国1号」[2]
- 「豊国3号」[2]
- 「豊国32号」[2]
- 「豊国71号」[2]

### 子品種
- 「陸奥2号」-「亀ノ尾」との交配[2]
- 「神錦」-「亀ノ尾」との交配[2]